# Sân vận động World Cup Gwangju
Sân vận động World Cup Gwangju là một sân vận động bóng đá ở thành phố Gwangju của Hàn Quốc. Sân được quản lý bởi Bộ phận hỗ trợ thể thao của Văn phòng chính sách Văn hóa & Thể thao của thành phố Gwangju. Sân ban đầu có tên gọi là Sân vận động World Cup Gwangju để tổ chức một số trận đấu của Giải vô địch bóng đá thế giới 2002. Để vinh danh cựu huấn luyện viên đội tuyển bóng đá quốc gia Hàn Quốc Guus Hiddink, người đã giúp đội tuyển Hàn Quốc lần đầu tiên trong lịch sử vào đến bán kết World Cup sau khi đánh bại Tây Ban Nha tại sân vận động này, sân đã được đặt tên là Sân vận động Guus Hiddink.
Đây là sân nhà của Gwangju FC thuộc Giải bóng đá chuyên nghiệp Hàn Quốc (K League). Sân có sức chứa 40.245 chỗ ngồi.
Đây cũng là nơi tổ chức Liên hoan bài hát Châu Á lần thứ 3, do Quỹ giao lưu văn hóa quốc tế Hàn Quốc tổ chức, vào năm 2006.
Đây cũng là địa điểm chính của Đại hội Thể thao Sinh viên Thế giới Mùa hè 2015.

## Các trận đấu Giải vô địch bóng đá thế giới 2002
| Ngày                | Đội #1      | Kết quả                | Đội #2     | Vòng   |
| ------------------- | ----------- | ---------------------- | ---------- | ------ |
| 2 tháng 6 năm 2002  | Tây Ban Nha | 3–1                    | Slovenia   | Bảng B |
| 4 tháng 6 năm 2002  | Trung Quốc  | 0–2                    | Costa Rica | Bảng C |
| 21 tháng 6 năm 2002 | Tây Ban Nha | 0–0 (h.p.) (3–5 ph.đ.) | Hàn Quốc   | Tứ kết |